# Jhon Édison Rodríguez
Jhon Édison Rodríguez Quevedo (né le 24 janvier 1991 à Buga) est un escrimeur colombien, spécialiste de l'épée.
Licencié au Club d'escrime de Saint-Gratien (Val-d'Oise), il se qualifie à San José (Costa Rica) pour les Jeux olympiques de 2016 pour les Amériques.
Il obtient la médaille d'argent lors des Championnats panaméricains 2017.